# Antonio Majocchi
Antonio Majocchi (Milano, 24 gennaio 1903 – ...) è stato un pittore, incisore e scultore italiano.

## Biografia
Artista della prima metà del Novecento, la sua attività consisteva principalmente nella decorazione di pareti di opere architettoniche, come monumenti e chiese. Non trascurabile fu la sua attività nella realizzazione di sculture e di quadri.
Partecipò a due edizioni della Biennale di Venezia, nel 1930 quando fu premiato per la pittura con il quadro Esopo racconta le favole, e nel 1950 per la sezione incisione.
È omonimo di Antonio Majocchi, padre di Maria e Bruna.